# Dioșod, Sălaj
Dioșod este un sat în comuna Hereclean din județul Sălaj, Transilvania, România.
Atestare documentară: 1345 poss. Od 
 Acest articol despre o localitate din județul Sălaj este deocamdată un ciot. Puteți ajuta Wikipedia prin completarea lui.

1. ↑  Biblioteca Județeană I.S.Bădescu Sălaj (2017). Sălaj - Ghidul localităților (ed. a II-a, revizuită și adăugită). Zalău. p. 172. ISBN 978-973-0-24720-6.